# سفارة السويد في كرواتيا
سفارة السويد في كرواتيا هي أرفع تمثيل دبلوماسي لدولة السويد لدى كرواتيا. تقع السفارة في وهي تهدف لتعزيز المصالح السويدية في كرواتيا.

## وصلات خارجية
- قائمة سفارات السويد
- قائمة السفارات في كرواتيا